# Settima maggiore

Settima maggiore Do - Si

L'intervallo di settima maggiore è l'intervallo esistente tra due note distanti fra loro 11 semitoni, cioè 5 toni e mezzo. Per esempio, la settima maggiore di Do è Si.
Il bicordo di due note distanti tra loro una settima maggiore è dissonante.
La settima maggiore della fondamentale è utilizzata negli accordi di settima maggiore.
In una scala la settima maggiore della tonica è detta Sensibile e ha un forte moto di risoluzione sulla tonica.